# Julian Ryerson
Julian Ryerson (Lyngdal, 17 de novembro de 1997) é um futebolista norueguês que joga como lateral-direito do Borussia Dortmund e da seleção norueguesa.

## Carreira
Ryerson assinou contrato com o Viking no verão de 2013. Ele estreou como titular na temporada de 2016, quando disputou 18 partidas no campeonato. Ryerson atuou principalmente como lateral-direito nessas partidas.
Ele também foi jogou pelas seleções sub-18, sub-19 e sub-21 da Noruega.
Em julho de 2018, Ryerson ingressou no 1. FC Union Berlin, que disputava a 2.Bundesliga, em um contrato de três anos.
Em 17 de janeiro de 2023, o Dortmund anunciou que havia contratado Ryerson para substituir Thomas Meunier, que estava lesionado. Seu contrato é válido até junho de 2026. Marcou seu primeiro gol no segundo jogo pelo clube, contra o Mainz 05.

## Vida pessoal
O pai de Ryerson nasceu nos Estados Unidos e sua mãe na Noruega. É primo do futebolista Mathias Rasmussen.